# Hardy-Weinbergovo načelo
Hardy-Weinbergovo načelo (tudi Hardy-Weinbergovo pravilo, Hardy-Weinbergov zakon ali Hardy-Weinbergov izrek) je v populacijski genetiki načelo, ki pravi, da so razmerja med zastopanostjo (frekvenco) alelov in genotipov v populaciji konstantna, če nanje deluje samo naključno prerazporejanje teh alelov pri nastanku spolnih celic in njihovo naključno kombiniranje ob oploditvi. Rečemo, da je takšna populacija v Hardy-Weinbergovem ravnovesju in se ne razvija. Načelo predpostavlja, da ne prihaja do mutacij, da je populacija zaprta (torej ne prihaja do imigracij ali emigracij), da je parjenje popolnoma naključno, da naravna selekcija ne vpliva različno na nosilce različnih alelov in da je populacija neskončno velika.
Na tem načelu, ki sta ga leta 1908 neodvisno podala angleški matematik Godfrey Harold Hardy in nemški zdravnik Wilhelm Weinberg, temelji sodobna populacijska genetika. V naravi Hardy-Weinbergovo ravnovesje ni mogoče, saj vedno deluje kakšen od »motečih« dejavnikov in predpostavke nikoli niso izpolnjene. Hardy-Weinbergovo načelo torej predstavlja teoretično osnovno stanje po katerem vrednotimo odstopanja.